# Delphine Delsalle
Delphine Delsalle (ur. 7 września 1985) – francuska judoczka. Złota medalistka mistrzostw świata w drużyniw w 2006. Startowała w Pucharze Świata w latach 2002, 2003 i 2009-2014. Zdobyła trzy medale na mistrzostwach Europy w drużynie. Brązowa medalistka igrzysk śródziemnomorskich w 2013. Wicemistrzyni uniwersjady w 2009. Wygrała akademickie MŚ w 2006. Druga na igrzyskach frankofońskich w 2005. Druga na MŚ juniorów i trzecia na ME juniorów w 2004. Mistrzyni Francji w 2007 i 2012 roku.